# オニッシャ (クレーター)
※オニッシャの画像が書かれているテンプレートは「月のクレータ」を使用。
オニッシャ (Onissya) は、金星にあるクレーターである。
このクレーターは金星の南緯25.36度、東経150.12度に位置し、直径は約8.2km。

## 名前の由来
名前はコミ・ペルミャク語であり、コミ・ペルミャク族の女性の名前にちなんで名付けられた。

## 参照
- 金星のクレーター一覧